# Support (muzyka)

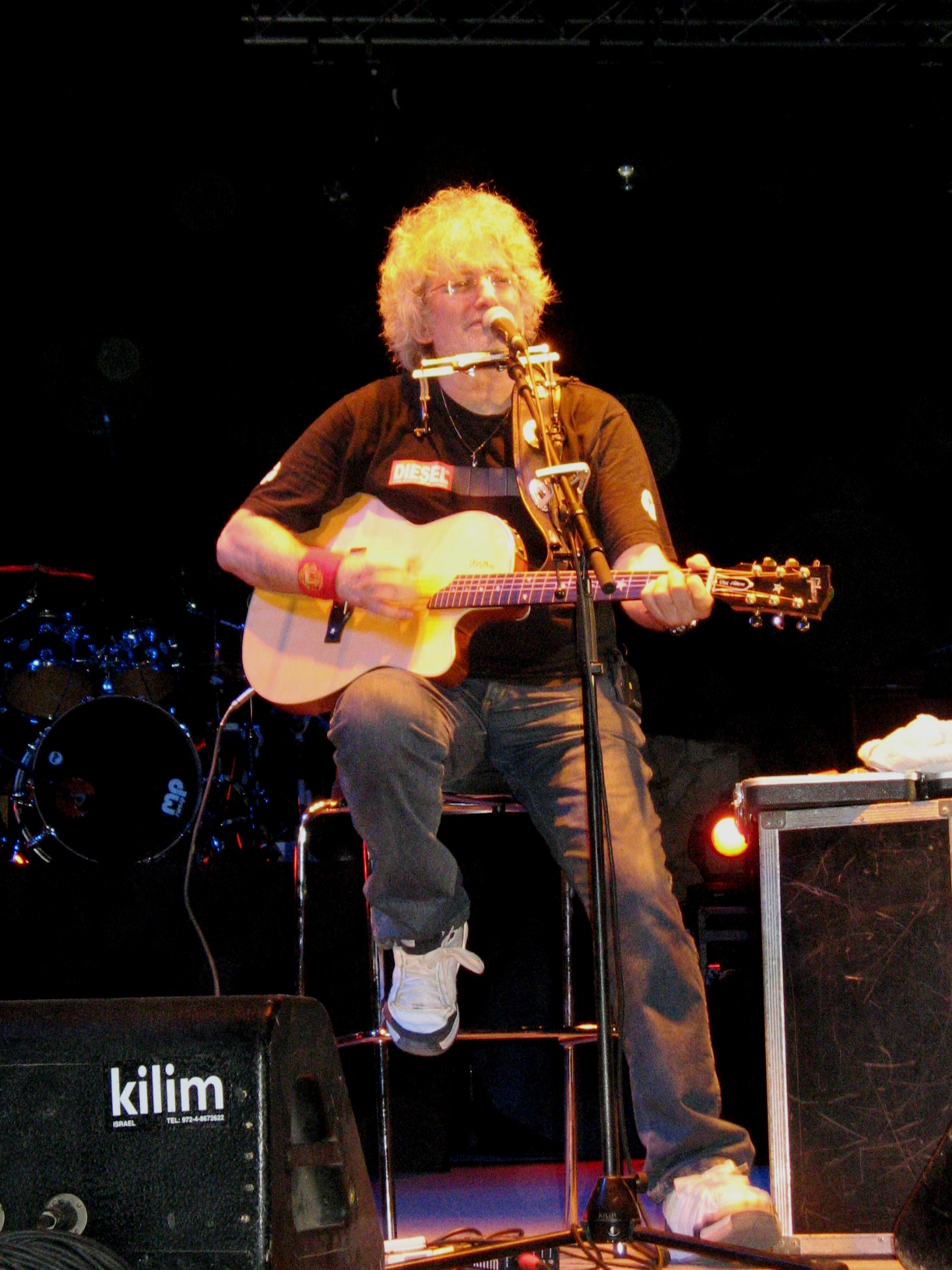
Dani Litani jako support Joe Cockera (2008)

Support, suport, supporting act (z ang. „wsparcie”)[A] – potoczne słowo określające zespoły lub solowych artystów występujących przed koncertem właściwej gwiazdy, „rozgrzewające” widownię oraz niejako wypełniające czas pozostały do głównego występu.
W czasie tras koncertowych grupy supportujące są wybierane m.in. spośród słabiej znanych okolicznych zespołów, zdarzają się jednak i takie, które towarzyszą gwieździe przez cały czas trwania trasy. Powszechnym zjawiskiem jest finansowanie możliwości występu przed utytułowanym wykonawcą przez debiutanta, tzw. formuła „pay-to-play”. Właśnie dzięki możliwości zaprezentowania własnego stylu i materiału przed szerszą publicznością zespoły supportujące sławnych wykonawców zyskują szansę na zdobycie popularności. Szereg popularnych wykonawców i zespołów przebyło etap grania supportów; między innymi Bruce Springsteen grający przed The Allman Brothers Band czy Iron Maiden supportujące m.in. Kiss, Judas Priest i UFO we wczesnych latach swojej działalności.
Rola zespołu jako supportu traktowana jest niejako w kategorii inwestycji, w efekcie kosztów jakie generuje trasa koncertowa może skutkować stratami finansowymi. Częstokroć, produkcję koncertów tego typu zabezpieczają wytwórnie muzyczne lub sponsorzy. W celu zachowania płynności finansowej zespoły posiłkują się także m.in. sprzedażą płyt i gadżetów. Ponadto, występy tego typu charakteryzują ograniczone środki techniczne, np. częściowy lub całkowity brak oświetlenia scenicznego, a także nawet kilkukrotnie krótszy czas na zaprezentowanie repertuaru.